# Frank Garofalo
Francesco Garofalo, detto "Frank Carroll" (Castellammare del Golfo, 1891 – Sicilia, 1968), è stato un mafioso italiano, il potente "vicecapo" della Famiglia Bonanno di New York, dal 1931, al 1957, anno del suo ritiro in Sicilia.
Garofalo è stata una delle più importanti ed influenti figure di Cosa nostra statunitense dagli anni venti agli anni sessanta.

## I primi anni
Francesco Garofalo nasce a Castellammare del Golfo, in provincia di Trapani, nel 1891. Divenuto un giovane "uomo d'onore" della cosca mafiosa di Castellammare, all'epoca guidata dalle "famiglie" Magaddino e Buccellato, decide di emigrare a New York nel 1910.
In breve tempo diventa uno dei pezzi grossi della Famiglia Castellammarese di Brooklyn, guidata all'epoca dal boss Nicola Schirò, dove con l'inizio del proibizionismo, si occupa del lucroso contrabbando di alcol, e di altri fiorenti racket. Nel 1931, con la fine della famosa guerra castellammarese, capo della "Famiglia" diviene il suo amico e socio Joe Bonanno, che lo nomina subito suo "vice". Nello stesso anno Garofalo, viene naturalizzato cittadino americano. Garofalo con la moglie risiedeva ufficialmente al "339" sulla 58'sima strada di New York.

## Storia criminale
Il primo arresto di Garofalo a New York, risaliva al 1926 per contrabbando  di alcol . Nel 1943 Garofalo ordinò l'omicidio di Carlo Tresca, giornalista, anarchico e antifascista colpevole di svelare sul suo giornale gli affari loschi tra Generoso Pope, fervente fascista, politico e grosso imprenditore legato alla mafia, e lo stesso Garofalo. Garofalo commissionò l'omicidio ad uno dei suoi uomini di fiducia Carmine Galante. Dalla fine degli anni quaranta, Garofalo cura per conto della "Famiglia" il traffico di eroina, dalla Sicilia  verso gli Stati Uniti, infatti secondo le autorità americane ed italiane, la Famiglia Bonanno in quel periodo aveva il monopolio dell'eroina a New York. Garofalo aveva numerose società legali sia a New York, che in Colorado, e in California, tra cui la "High Grade Packing" in California.

## Il ritorno in Sicilia
Nel 1956, lui e la moglie decidono di tornare nella natia Sicilia, e pochi mesi dopo partecipa alla riunione mafiosa del Grand Hotel delle Palme a Palermo, per discutere le nuove rotte della droga. Tra i partecipanti per la mafia siciliana erano presenti: Salvatore "Ciaschiteddu" Greco, suo cugino Salvatore Greco (l'ingegnere), Giuseppe Genco Russo, Angelo La Barbera, Cesare Manzella, Lucky Luciano, Calcedonio Di Pisa, Gaetano Badalamenti e Cola Gentile, mentre i delegati della mafia americana erano oltre a Garofalo: Joe Bonanno, John Bonventre, Carmine Galante, Santo Sorge, John Di Bella, Vito Vitale (l'americano), e Gaspare Magaddino.
Nel 1964, Garofalo viene fermato ad un posto di blocco della polizia vicino a Palermo, in compagnia di Joseph Cerrito, capo della Famiglia di San Jose, (California). Nell'agosto del 1965, il procuratore di Palermo, Aldo Vigneri incrimina Garofalo ed altri 17 mafiosi siciliani e americani per traffico di eroina, tra cui: John Bonventre, Joe Bonanno, Carmine Galante, Santo Sorge, John Priziola, Raffaele Quasarano, Frank Coppola ed altri, ma tutti gli indagati verranno assolti nel 1968. Francesco Garofalo morirà di cause naturali nel 1968 nella sua Sicilia.

## Modus operandi
Garofalo così è descritto nei documenti ufficiali dell'FBI, e del Narcotics Bureau del 1958: "Presente alla riunione mafiosa di Binghampton nel 1956, il soggetto è uno dei più importanti boss degli Stati Uniti, e della Sicilia. Da giovane è stato un pericoloso esecutore e sicario".

## Mafiosi associati
Garofalo aveva rapporti di affari e di alleanza con i seguenti mafiosi:
- New York
  - John Bonventre
  - Carmine Galante
  - Joe Bonanno
  - Santo Sorge
  - Natale Evola
  - Tom Lucchese
  - Joseph Di Palermo
- Detroit
  - William Tocco
  - Raffaele Quasarano
  - John Priziola
- Colorado
  - Rosario Dionisio
- California
  - Joseph Cerrito
- Sicilia
  - Frank Coppola
  - Lucky Luciano
  - Gaetano Badalamenti
  - Angelo La Barbera
  - Cesare Manzella

## Fonti
- americanmafia.com
- Mafia, The Secret File on Organized Crime